# Bojovići
Bojovici (cyr. Бојовици) – wieś w Czarnogórze, w gminie Andrijevica. W 2011 roku liczyła 33 mieszkańców.